# Paul Vuillemin

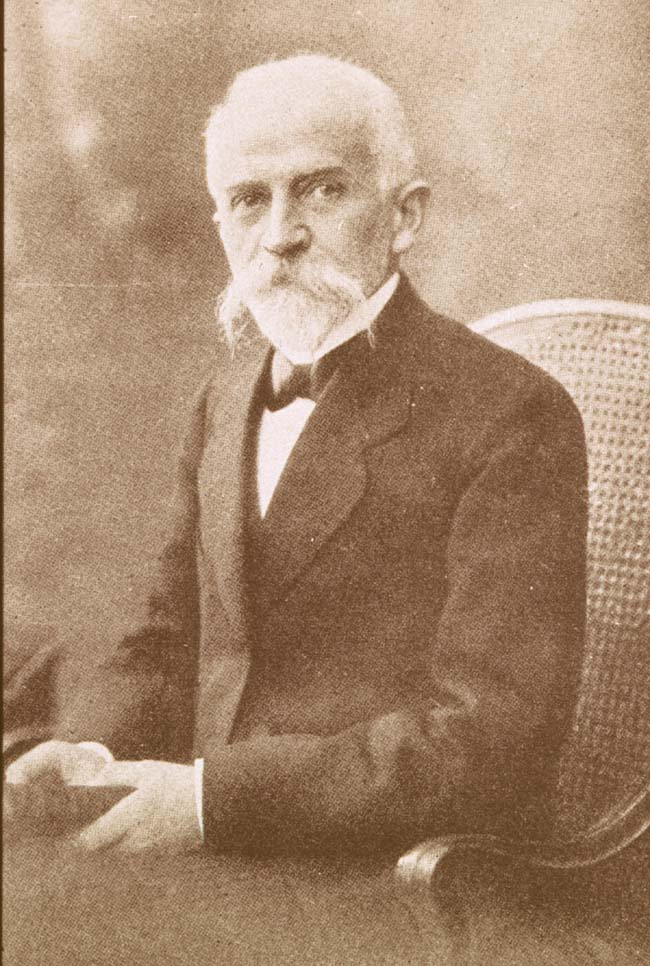
Paul Vuillemin

Jean Paul Vuillemin (* 13. Februar 1861 in Docelles; † 29. Juni 1932 in Malzéville) war ein französischer Mykologe. Sein offizielles botanisches Autorenkürzel lautet „Vuill.“
Vuillemin studierte Medizin an der Universität Nancy und wurde dort 1884 zum Dr. med. promoviert. Von 1895 bis 1932 war er Professor für Naturgeschichte an der medizinischen Fakultät der Universität Nancy. Nach Vuillemin sind mehrere Sippen von Pilzen benannt worden, so die Gattung der Rindensprenger (Vuilleminia).
Vuillemin hat die Gattungen der Jochpilze Spinalia und Zygorhynchus beschrieben. Bereits 1889 hat er auch erstmals das Konzept der Antibiose formuliert, das 1942 von Selman Abraham Waksman bei dessen Einführung der Bezeichnung Antibiotikum aufgegriffen wurde.
Vuillemin wurde 1913 zum korrespondierenden Mitglied der Académie des sciences (Botanische Sektion) gewählt.

## Quelle
- Heinrich Dörfelt, Heike Heklau: Die Geschichte der Mykologie, 1998.

## Schriften
- Remarques sur les affinités des Basidiomycètes. In: Journal de Botanique. Band 7, Nr. 9, 1893, S. 164–174.
- Sur les Mortierella des groupes polycephala et nigrescens. In: Bulletin de la Société Mycologique de France. Band 34, 1918, S. 41–46.
- Les champignons parasites et les mycoses de l'homme. In: Encyclopédie Mycologique. Band 2, 1931, S. 1–290.
- Antibiose et symbiose. In: Assoc. franc. pour l'Avanc. des Sciences, Paris. Band 2, 1889, S. 525–542.
- Académie lorraine des sciences, Bulletin trimestriel 1966 (6-7):117